# Ergilio Hato
Ergilio Hato (ur. 7 listopada 1926 w Otrobandzie), zm. 18 grudnia 2003 tamże) – piłkarz z Antyli Holenderskich grający na pozycji bramkarza. Nosił przydomki Pantera Negra (Czarna Pantera), Vliegende Vogel (Latający Ptak) i Man van Elastiek (Elastyczny Człowiek).

## Kariera klubowa
Przez całą karierę reprezentował klub CRKSV Jong Holland Willemstad.

## Kariera reprezentacyjna
W 1946 grał w reprezentacji Curaçao na Igrzyskach Ameryki Środkowej i Karaibów, na których drużyna wywalczyła brązowy medal. W tym samym roku grał też w turnieju zorganizowanym z okazji 25-lecia istnienia związku piłkarskiego Curaçao. Hato został bohaterem drużyny, gdyż puścił tylko 1 gola w zawodach, a także w ostatnim meczu zdobył bramkę z karnego. W 1950 ponownie wziął udział w Igrzyskach Ameryki Środkowej i Karaibów, tym razem w barwach Antyli Holenderskich, które zdobyły złoty medal. Rozegrał jeden mecz na igrzyskach w 1952 z Turcją. W 1953 wziął udział w mistrzostwach CCCF (Ameryki Środkowej i Karaibów) w barwach Antyli. W 1955 ponownie wystąpił w tej imprezie reprezentując Curaçao jako bramkarz i napastnik i zdobywając 1 gola w anulowanym meczu z Gwatemalą. Był też w składzie Antyli Holenderskich na Igrzyska Panamerykańskie 1955, na których ta reprezentacja zdobyła brąz.

## Upamiętnienie
Na cześć piłkarza został nazwany jeden ze stadionów w Willemstad. W 2003 została wydana książka pt. „Ergilio Hato: simpel, sierlijk, sensationeel: de hoge vlucht van een voetballegende” opowiadająca o życiu piłkarza.

## Literatura dodatkowa
- Nancy S. van de Wal, Valdemar Marcha: Ergilio Hato: simpel, sierlijk, sensationeel: de hoge vlucht van een voetballegende. Amsterdam: SWP, 2003. ISBN 978-90-6665-546-1. OCLC 66791202. (niderl. • papiamento). Brak numerów stron w książce